# 멕시코작은귀땃쥐
멕시코작은귀땃쥐(Cryptotis mexicana)는 땃쥐과에 속하는 포유류의 일종이다. 멕시코의 고유종이다.